# Кудова Здрој
Кудова Здрој (пољ. Kudowa-Zdrój) град је у Пољској у Војводству доњошлеском. По подацима из 2012. године број становника у месту је био 10 350.

## Становништво
| 2012.  |
| ------ |
| 10 350 |